# 馬ウイルス性動脈炎
馬ウイルス性動脈炎（英: equine viral arteritis; EVA）はウマの感染症。日本においては家畜伝染病予防法における届出伝染病に指定されており、対象動物は馬である。

## 原因と症状
本疾病の原因となる馬動脈炎ウイルスはニドウイルス目アルテリウイルス科アルテリウイルス属に属する一本鎖+鎖RNAウイルスである。ウイルス粒子は直径約60nmの球形で、エンベロープを有する。
感染動物の精液、尿、流産胎盤、胎児が感染源となる、ウマ類にのみ発生する固有のウイルス性疾病である。潜伏期は3〜14日程度で、症状は発熱、感冒様症状、結膜炎、浮腫など多様。組織学的所見として全身に分布する小動脈炎に伴う小動脈中膜の変性壊死が特徴的であるが、外見的な症状そのものは比較的軽微なことが多い。ただし、繁殖牝馬については胎児の流産を引き起こす要因となる。また、特に急性期を過ぎた牡馬は、表面に出ない形でのキャリアーとなる事が多い点が特徴として挙げられる。
なお、本疾病は世界各地に存在しているが、日本は世界的に見ても数少ない清浄地で、過去の発生例も無い。

## 対処
感染した場合には治療が行われる。ただし、特別な治療法は無く、基本的に対症療法である。
日本では感染馬については届出や隔離の義務があるものの、同じ馬の伝染病でも家畜伝染病に指定されている馬伝染性貧血とは異なり、感染が殺処分に直結する様な疾病ではない。ただし、流産を引き起こす、ひいては流行が畜産（競走馬生産）の業界に経済的な打撃を及ぼす病気であるため、サラブレッドなどのウマ類の生産が行われている国・地域では常時警戒される病気の一つである。
この病気に対しては生ワクチン、不活化ワクチンが実用化されており、日本では不活化ワクチンを備蓄している。
国家間の入国衛生条件の取り決めによって、本疾病について陰性が確認できない馬については、清浄地である日本への輸入は基本的に入国許可が下りない。その為、海外のセールで馬を購買しようとする際、日本関連のバイヤーは必ず最初にEVAステータスの項目で陰性である事を確認するのが基本的な手順となっている。これは海外でも市場関係者ならば知っている基本的な事項であり、上場者側も日本人が多く集まるセールでは、検疫の際に陰性が確認できなくなるのを防止する為に、上場馬にEVAワクチンの接種を行わないのが常識である。

## エピソード
2007年11月25日のジャパンカップに出走予定で来日していたこの年の凱旋門賞馬であるアイルランドの競走馬ディラントーマスが、これに先立つ入国時の検疫の結果、馬ウイルス性動脈炎の陰性が確認できなかった為に出走断念に追い込まれた。
なお、これは陽性を意味するものではなく、ディラントーマスには本疾病の症状は出ていないものの、来日以前の2007年10月末、アメリカ滞在中にEVAワクチンを接種していたことが判明している。この為、陰性が確認できなかったのは、ワクチン抗体の為である可能性も考えられるものの、陰性が確認できない時点で日本・アイルランド両国間の入国衛生条件を満たしていないと判断され、入国許可が下りなかった。